# Nagyszombati Márton
Nagyszombati Márton (Martinus Thyrnavinus) (Nagyszombat, ? – ? 1524) bencés szerzetes, humanista költő, apát.

## Élete
1514-től a krakkói egyetemen, 1516-tól Bécsben folytatott tanulmányokat. Előbb a pannonhalmi monostor tagja, azután 1518-ban az erdélyi kolozsmonostori apátság apátja, két évvel később ismét a pannonhalmi rendház szerzetese lett. Korabeli oklevelek arra vallanak, hogy a főapát bizalmas embere lehetett. A főapátság és a győri káptalan közötti egyik peres ügyben Nagyszombati Márton a tanuk kihallgatását fegyvereseivel akadályozta meg.

## Munkája
- Egyetlen nagy költői műve maradt ránk, ez Singrenius bécsi könyvnyomtató műhelyéből került ki: Opusculum ad regni Hungariae proceres, quod in Thurcam bella movere negligunt (Magyarország főuraihoz,akik nem igyekeznek háborúra készülni a török ellen; Bécs, 1523)[2]

Munkáját Szalkai László egri püspöknek (a későbbi esztergomi érseknek) ajánlotta. Az 1822 sorból álló költemény szerzője disztichonokban fordul a magyar urakhoz és a török elleni harcra buzdítja őket. A mű megírását a közeledő török veszedelem indokolta, amit különösen aktuálissá tett Nándorfehérvár elfoglalása 1521-ben.
Három énekből áll: az első ének a török hódítás veszélyeire, a keresztény értékek barbár elpusztítására figyelmeztet; a másodikban felidézi a magyar történelem dicső lapjait, különösen Hunyadi Mátyás alakját, példát állítva saját kora nemessége elé; a harmadikban a korabeli széthúzást, tétlenséget ostorozza, fenyegető képet rajzol a jövőről, ami elkerülhető lesz, ha összefognak a külső veszély ellen. A nemzete múltjára büszke és jövőjéért aggódó pap fájdalma és reménykedése hatja át a latin nyelvű költemény sorait.
Nagyszombati Márton munkája a hazai törökellenes irodalmi művek sorába tartozik. Írásakor Taurinus Stauromachia című művét tekintette példának és abból sokat átvett, mégis viszonylag egyéni hangú, önálló alkotást hozott létre.
További kiadásai:
- Hegedűs István könyvében: Analecta nova ad historiam renascentium in Hungaria litterarum spectantia (Budapest, 1903)
- A Dózsa-felkelésre vonatkozó részletet Márki Sándor fordította magyarra hexameterekben. (Erdélyi Múzeum, 1904. évfolyam, 160.[3])

Fegyveresen kezdett őrjöngeni most a parasztnép
És a nehéz munkát hagyva: csatázni akart.
Még csak eszébe se jut, hogy a földet szántsa, bevesse
S lomha igás ökrét hajtsa, terelje megint,
Vagy hogy a szöllőjét idejébe' kinyissa, kapálja